# When We First Met
Pour plus de détails, voir Fiche technique et Distribution.
When We First Met ou Notre première nuit au Québec est une comédie romantique américaine réalisée par Ari Sandel, diffusée en 2018 sur Netflix.

## Résumé
Noah passe une nuit parfaite avec Avery, la fille de ses rêves, mais il est relégué à la friendzone. Il passe les trois années suivantes à se demander ce qui n'allait pas, jusqu'à ce qu'il ait la chance de remonter le temps et de changer cette nuit, encore et encore.

## Fiche technique
Sauf indication contraire, les informations mentionnées dans cette section peuvent être confirmées par la base de données cinématographiques IMDb,  présente dans la section « Liens externes ».
- Titre original et français : When We First Met
- Titre québécois : Notre première nuit
- Réalisation : Ari Sandel
- Scénario : John Whittington et Adam DeVine
- Direction artistique : Gae Buckley
- Costumes : Meagan McLaughlin Luster
- Photographie : David Kennings
- Montage : Jeffrey Wolf
- Musique : Eric V. Hachikian
- Production : Peter Pastorelli et Steven Bello ; Danny Zamost, Bingo Gubelmann, Benji Khon et Daniella Kahane (coproducteurs)
- Sociétés de production : Footprint Features, MXN Entertainment, Wonderland Sound and Vision
- Société de distribution : Netflix
- Budget : 9,5 millions de dollars[2]
- Pays d'origine :  États-Unis
- Langue originale : anglais
- Format : couleur - 2,35:1 - son Dolby Atmos
- Genre : comédie romantique
- Durée : 97 minutes
- Date de sortie mondiale : 9 février 2018 sur Netflix

## Distribution
- Adam DeVine (VF : Nicolas Matthys) : Noah Ashby
- Alexandra Daddario (VF : Audrey D'Hulstère) : Avery Martin
- Robbie Amell (VF : Alexandre Crépet) : Ethan
- Shelley Hennig (VF : Maia Baran) : Carrie
- Noureen DeWulf : Margo
- Andrew Bachelor (VF : Oliver Premel) : Max

Version française
- Studio de doublage : VSI Paris
- Direction artistique : Marianne Rosier
- Adaptation : Dina Milosevic

Photos des acteurs principaux
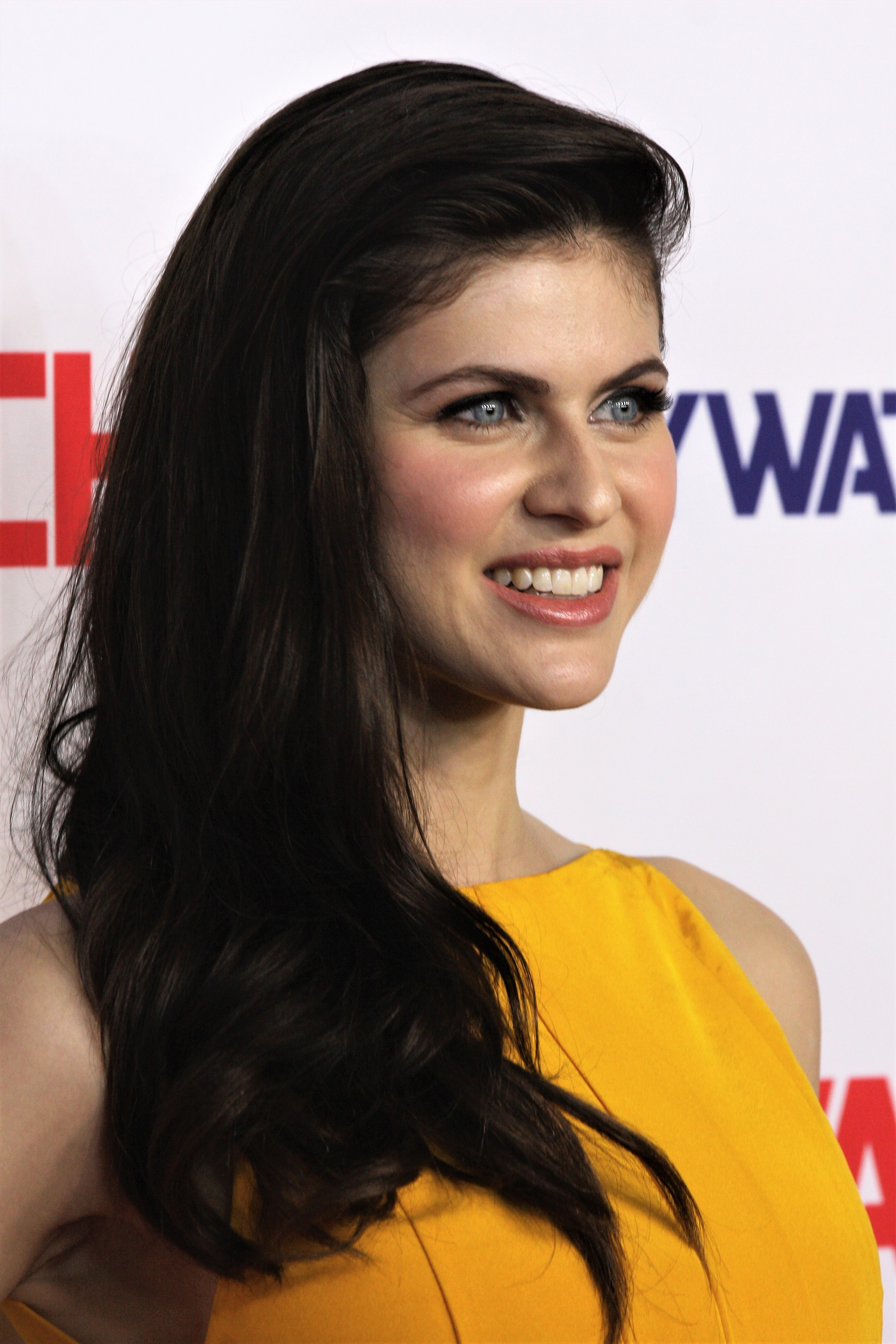
Alexandra Daddario dans le rôle d'Avery Martin.
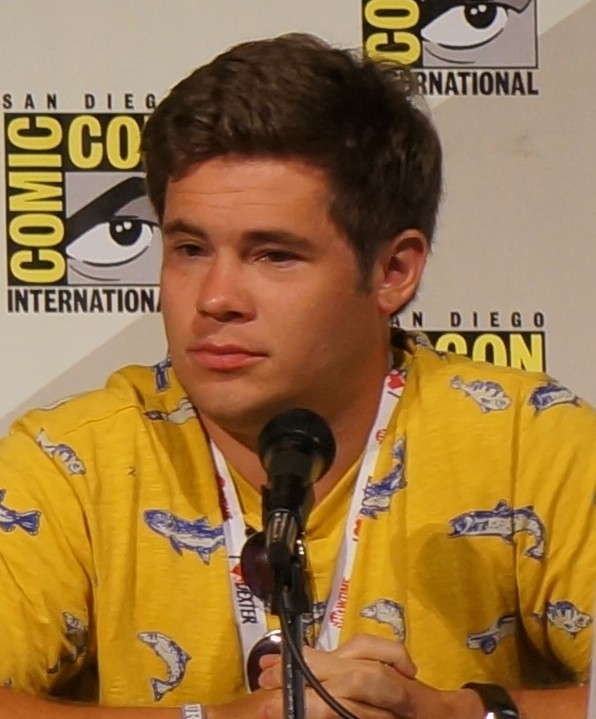
Adam DeVine dans le rôle de Noah Ashby.
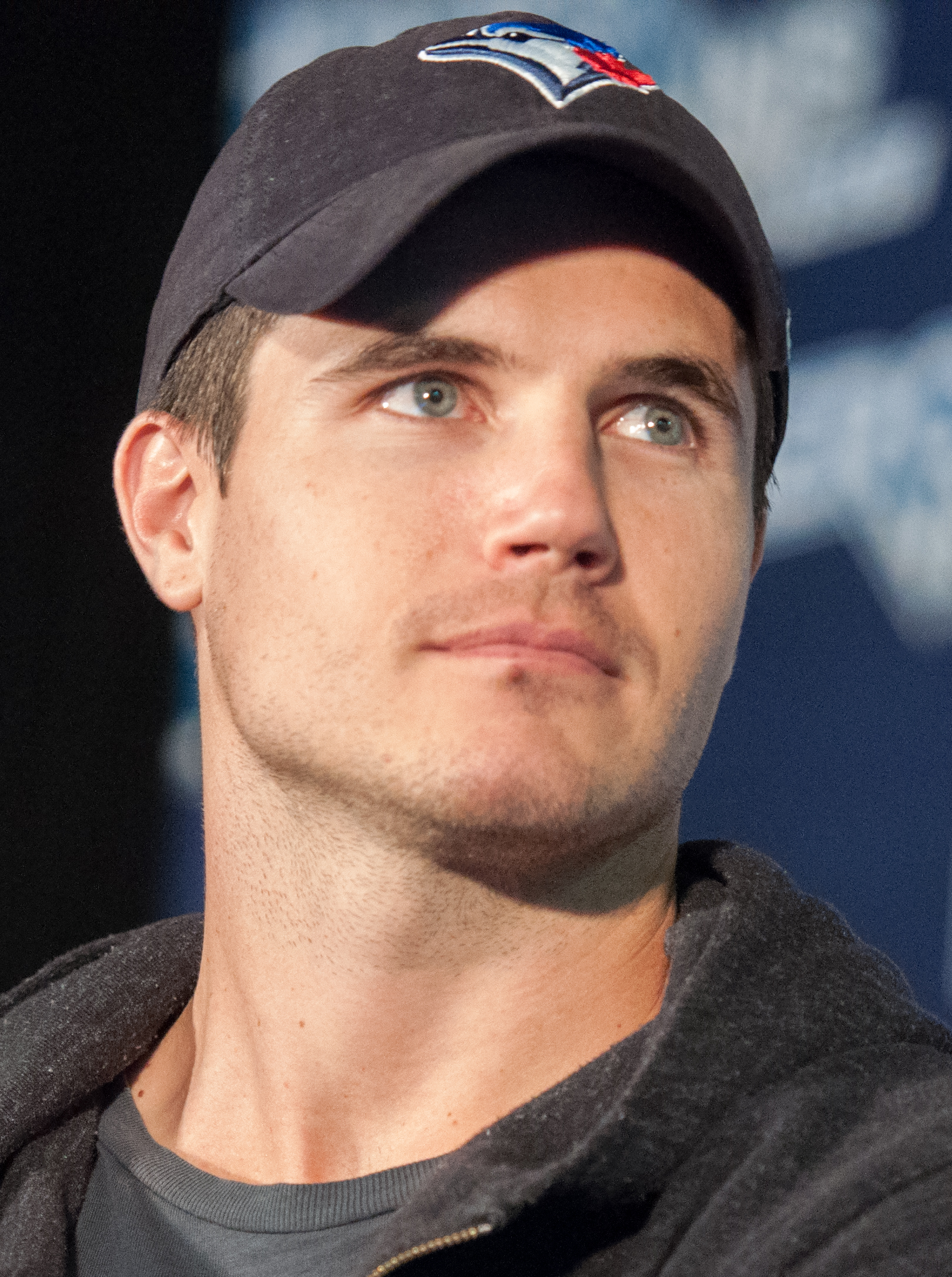
Robbie Amell dans le rôle d'Ethan.
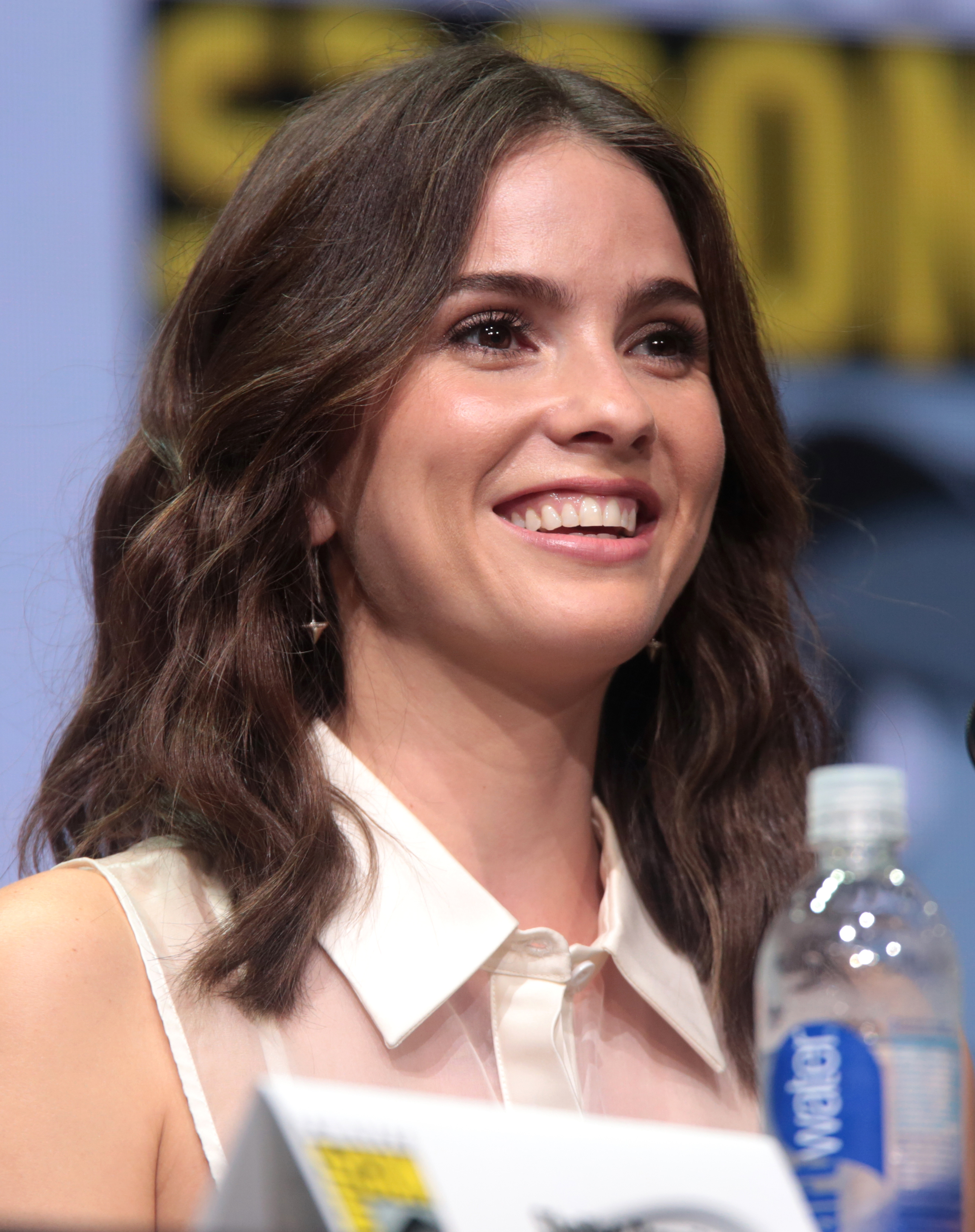
Shelley Hennig dans le rôle de Carrie.
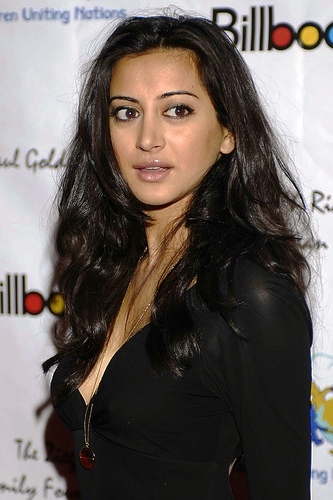
Noureen DeWulf dans le rôle de Margo.